# Tulburare de conduită
Tulburările de conduită sunt caracterizate printr-un patern repetitiv și consistent de conduită antisocială, deviantă și agresivă. 
Conform DSM IV (Manual de Diagnostic și Clasificare Statistică a Tulburărilor Mintale) revizuit și ICD-10 (Clasificarea Tulburărilor Mentale și de Comportament), trei criterii trebuie să se fi manifestat pe o durată de cel puțin 12 luni, cu cel puțin un criteriu manifestat în ultimele 6 luni (se poate include agresivitatea față de oameni, față de animale, distrugerea proprietății, ipocrizie, furt și violarea serioasă a regulilor). 

## Clasificare
Atât ICD-10, cât și DSM IV revizuit clasifică tulburările de conduită în două categorii. DSM IV clasifică tulburările de conduită în: începutul copilăriei (sub 10 ani) și începutul adolescenței (de la 10 ani în sus) și ODD (Tulburarea Opoziționismului Provocator) caracterizat prin comportament persistent, ostil sau deviant, dar fără comportamente agresive sau antisociale.
ICD-10 divide tulburările de conduită în tulburări de conduită ale socializării, tulburări de conduită ale nesocializării, tulburări ale conduitei limitate la contextul familial și ODD. Tulburările de conduită trebuie să fie tratate de către un psihiatru specializat pe etapele copilăriei și adolescenței, un pediatru, un psiholog clinician specializat în domeniul tulburărilor de comportament sau un alt profesionist care are competențele necesare. Acesta va face o evaluare pe baza observației și interviului cu părinții, profesorii și copilul în cauză. Chestionarul de Comportament al Copilului (CBCL) are între 100-113 itemi care descriu în mod specific probleme emoționale și comportamentale. Un copil care are probleme de conduită va avea scorul în jurul valorii de 65. Tulburările de conduită apar deseori în asociație cu ADHD, depresie, dificultăți în învățare și mai puțin frecvent cu psihoza și autismul.

## Factori de risc
Există câțiva factori de risc care predispun copilul la tulburări de conduită. Aceștia pot fi factori de mediu (dezavantaj social, lipsa unei locuințe, statut socio-economic scăzut, sărăcie sau izolare socială) sau asociați cu familia (problemele conjugale, consum de substanțe, violență domestică, practici parentale abuzive etc.) ori copilul (cei cu un temperament dificil, epilepsie, probleme la nivel cerebral, probleme cronice sau deficite cognitive). În Marea Britanie, prevalența pentru tulburările de conduită la copiii cu vârsta între 5-10 ani este de 6,9% pentru băieți și 2,8% pentru fete, din care ODD reprezintă 4,5%, respectiv 2,4%. La copiii mai mari cu vârsta între 11-16 ani, prevalența pentru diagnosticarea tulburării de conduită e mai mare, 8,1% pentru băieți, 5,1% pentru fete, cu toate că ODD este mai puțin prevalentă (3,5%, respectiv 1,7%). Este bine ca tratamentul să înceapă cât se poate de repede pentru că, mai mult de 60% din copiii de 3 ani cu tulburări de conduită continuă să manifeste aceste probleme și la 8 ani, iar multe din acestea vor persista în adolescență și mai târziu în perioada adultă. Aproximativ jumătate din copiii diagnosticați cu tulburări de conduită sunt diagnosticați cu tulburări de personalitate antisocială la vârsta adultă, iar alții cu tulburări psihiatrice incluzând abuzul de substanță, mania, schizofrenia, tulburarea compulsiv-obsesivă, tulburare de depresie majoră sau tulburări de panică.

## Tratament
Tulburările de conduită au un impact diametral și semnificativ asupra calității vieții copilului, a familiei și a îngrijitorului. Copiii cu tulburări de conduită au un risc ridicat de a experienția dezavantajul excluderii sociale pe viitor, achiziții școlare deficitare, slujbe de scurtă durată, delincvență juvenilă, relații interpersonale sărace ducând chiar la probleme maritale sau divorț, abuzul copiilor etc. Tulburările de conduită pot fi gestionate printr-o combinație de intervenții targhetate atât pe copil cât și pe familie. Terapiile focalizate pe copii includ terapia behavioristă, terapia cognitivistă, psihoterapia, trainingul pentru abilitățile sociale, terapia prin muzică, joc, terapia prin artă și terapia ocupațională. Terapia focusată pe familie include întâlnirile dintre familie și terapeut pentru a putea explora interacțiunile personale care pot contribui sau susține problemele comportamentale ale copilului. Totuși majoritatea copiilor cu tulburări de conduită nu vor primi tratament din cauza resurselor limitate, prevalența ridicată pentru condiție și dificultatea implicării familiei în tratament.